# Yoko Tsuno

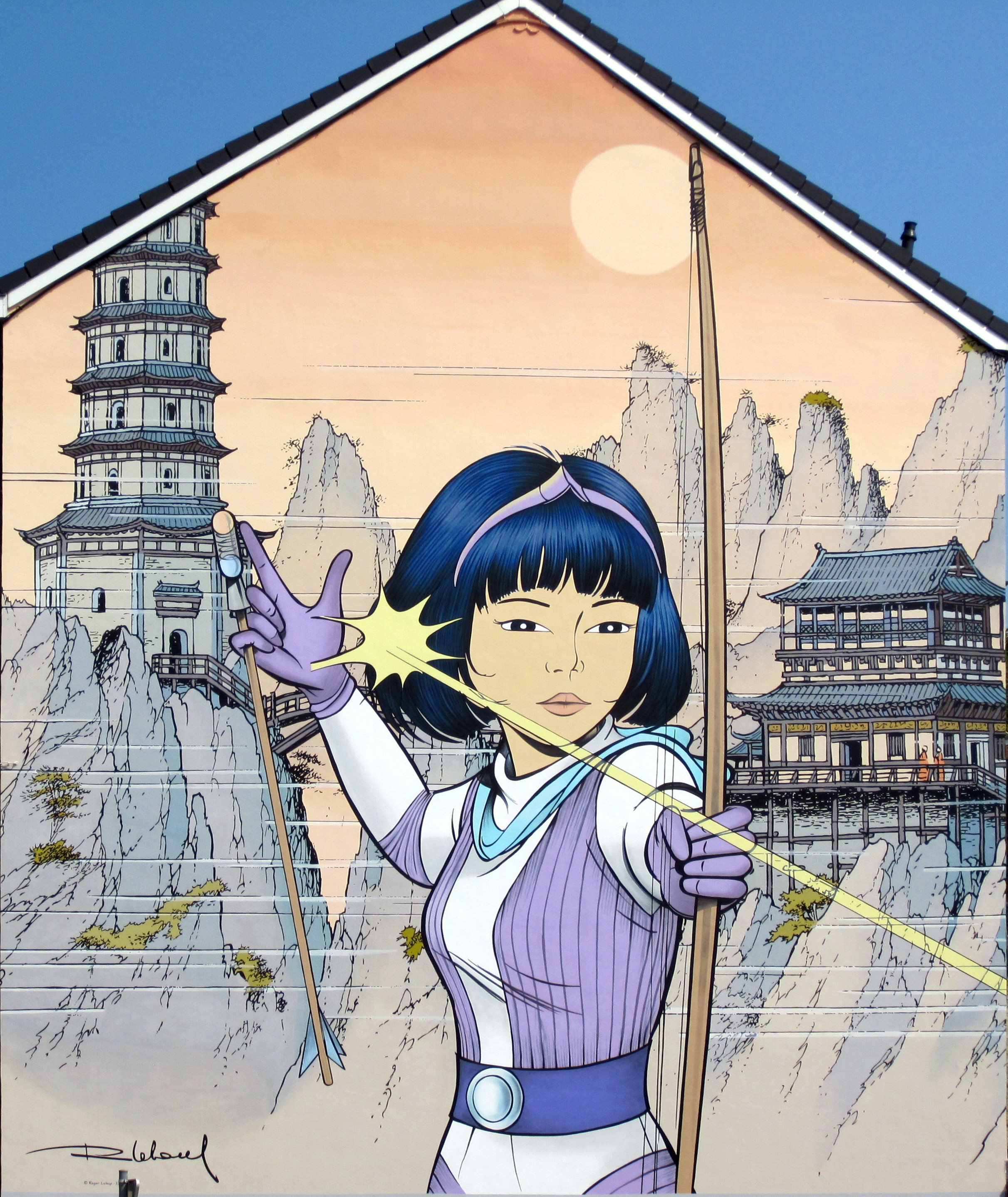

Foglietto emesso dalle poste del Belgio nel 40º anniversario di Yoko Tsuno

Yoko Tsuno è un personaggio immaginario protagonista della omonima serie a fumetti creata nel 1970 dal belga Roger Leloup.

## Genesi del personaggio
Yoko Tsuno, inizialmente concepita come un personaggio secondario per la serie Jacky et Celestin e come tale abbozzata nel dicembre 1968, riceverà poi dall'editore Dupuis il via libera come progetto di serie autonoma nel dicembre 1969 e viene pubblicata a puntate sulla rivista Spirou dal 24 settembre 1970.

## Biografia del personaggio
Yoko Tsuno è un ingegnere elettronico, cresciuta in Giappone, successivamente trasferitasi in Belgio. Yoko è anche una esperta subacquea ed è cintura nera di aikidō. Inoltre è pilota sia di alianti sia di elicotteri.

## Trama e ambientazione

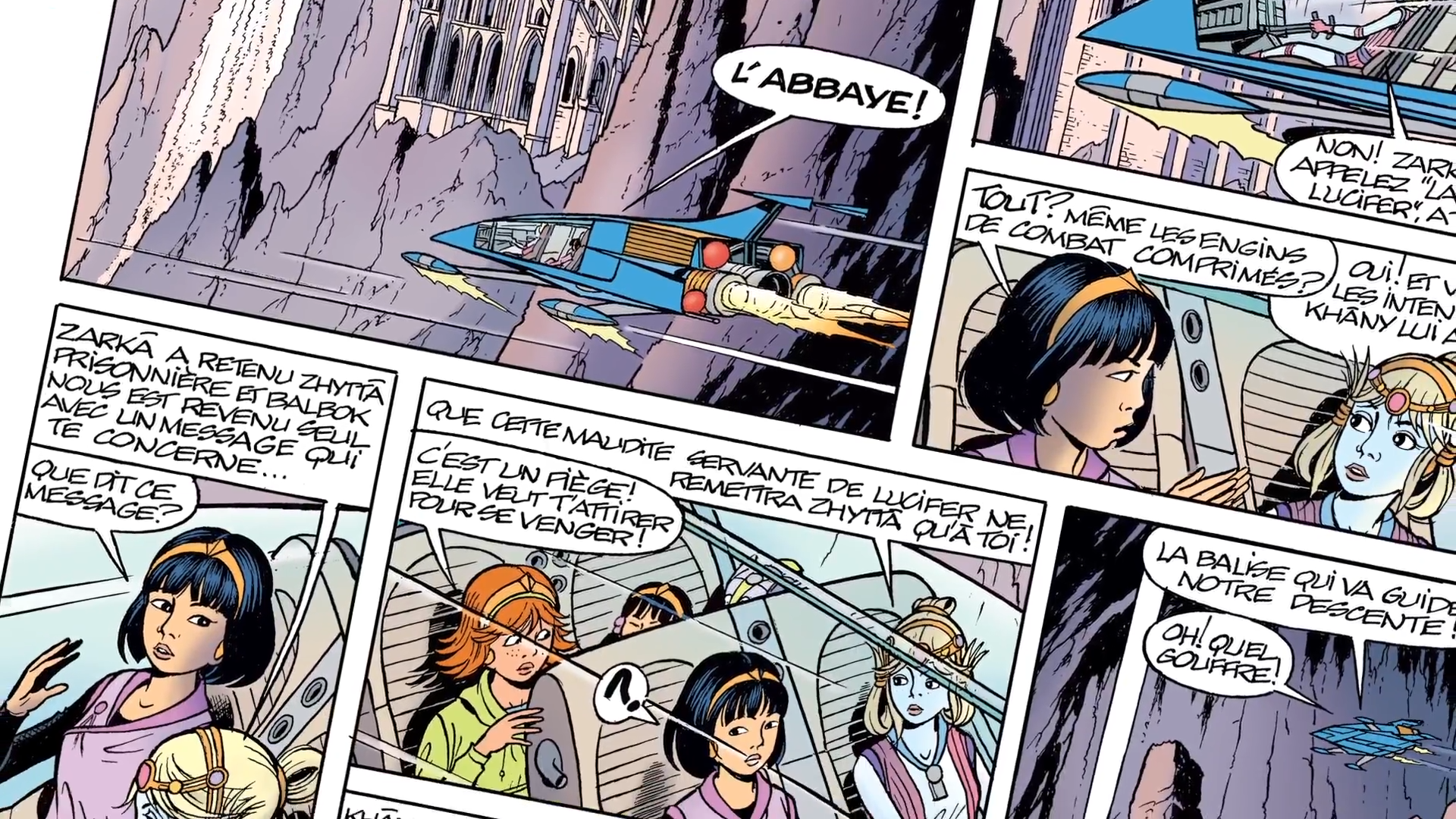

La serie è incentrata su Yoko Tsuno, ingegnere elettronico di origine giapponese, aiutata dai suoi amici Vic e Pol. Le storie si svolgono sia in ambienti realistici contemporanei, in Europa e altrove, che in ambienti alieni.

## Comprimari
- Vic Video: è il miglior amico di Yoko ed ha una forte personalità;
- Pol Pitron: è la spalla comica.

## Storia editoriale

### Elenco degli albi
- Le Trio de l'étrange, 1972 ISBN 2-8001-0666-2
- L'Orgue du Diable, 1973 ISBN 2-8001-0667-0
- La Forge de Vulcain, 1973 ISBN 2-8001-0668-9
- Aventures électroniques, 1974 ISBN 2-8001-0669-7
- Message pour l'éternité, 1975 ISBN 2-8001-0670-0
- Les Trois soleils de Vinéa, 1976 ISBN 2-8001-0671-9
- La Frontière de la vie, 1977 ISBN 2-8001-0672-7
- Les Titans, 1978 ISBN 2-8001-0592-5
- La Fille du vent, 1979 ISBN 2-8001-0633-6
- La Lumière d'Ixo, 1980 ISBN 2-8001-0687-5
- La Spirale du temps, 1981 ISBN 2-8001-0744-8
- La Proie et l'ombre, 1982 ISBN 2-8001-0908-4
- Les Archanges de Vinéa, 1983 ISBN 2-8001-0971-8
- Le Feu de Wotan, 1984 ISBN 2-8001-1029-5
- Le Canon de Kra, 1985 ISBN 2-8001-1092-9
- Le Dragon de Hong Kong, 1986 ISBN 2-8001-1378-2
- Le Matin du monde, 1988 ISBN 2-8001-1585-8
- Les Exilés de Kifa, 1991 ISBN 2-8001-1748-6
- L'Or du Rhin, 1993 ISBN 2-8001-1999-3
- L'Astrologue de Bruges, 1994 ISBN 2-8001-2101-7
- La Porte des âmes, 1996 ISBN 2-8001-2340-0
- La Jonque céleste, 1998 ISBN 2-8001-2587-X
- La Pagode des brumes, 2001 ISBN 2-8001-2948-4
- Le Septième Code, 2005 ISBN 2-8001-3762-2
- La servante de Lucifer, 2010 ISBN 978-2-8001-4775-8

### Edizioni italiane
Negli anni tra il 1972 e il 1992 la rivista per ragazzi "Messaggero dei Ragazzi" ha pubblicato, a puntate e tradotte in italiano, alcune delle storie di Yoko Tsuno. Il breve episodio Hold-up en hi-fi (raccolto nel volume Aventures électroniques) è stato pubblicato, senza titolo, sulla rivista Exploit Comics 33 (edizioni GAF) nel 1984. Il trio fantastico, edizioni Alessandro Distribuzioni, collana I Classici 31, agosto 1990 (ristampato nel giugno 2000: ISBN 978-88-8285-054-8). Albo cartonato corrispondente al volume Le Trio de l'étrange.
Nel 2006 è partita la pubblicazione in Francia della collezione integrale delle avventure di Yoko Tsuno, e nel 2015 è partita la stessa iniziativa in Italia, ad opera della casa editrice Nona Arte. In Francia sono stati pubblicati 9 volumi, mentre in Italia per ora solo i primi 5:
1) Dalla Terra a Vinea
2) Avventure tedesche
3) All'inseguimento del tempo
4) Vinea in pericolo
5) Sotto il cielo della Cina
6) Robots d'ici et d'ailleurs (Non pubblicato in Italia)
7) Sombres complots (idem)
8) Menaces pour la Terre (idem)
9) Secrets et maléfices (idem)